# 1-Methylguanosin
1-Methylguanosin (m1G) ist ein seltenes Nukleosid und kommt in der tRNA und rRNA vor. Es besteht aus der β-D-Ribofuranose (Zucker) und dem 1-Methylguanin. Es ist ein Derivat des Guanosins, welches in 1-Stellung methyliert ist. Aufgrund der Methylierung in der 1-Position ist eine Basenpaarung nicht möglich. 1-Methylguanosin sitzt beispielsweise in der tRNAAla an Position 9 zwischen dem Akzeptorarm und dem Dihydrouracil-Arm.

Eine tRNA^{Ala} aus S. cerevisiae.
1-Methylguanosin ist hier mit m^{1}G gekennzeichnet.